# 薩摩亞聖天竺鯛
薩摩亞天竺鯛（学名：Apogon savayensis），又名側紋天竺鯛、大面側仔、大目側仔，为天竺鯛科天竺鯛屬下的一个种。

## 扩展阅读
- 維基物種上的相關：薩摩亞天竺鯛